# محمد بن نشر الهمداني
محمد بن بشر وقيل نشر الشاكري الهمداني (نحو 20 هـ - 101 هـ / 640م - 720م): من كبار التابعين، ومن وجوه أهل الكوفة. أدرك علي بن أبي طالب، ولم يشهد الجمل، وقيل شهد صفين، وحدث عن علي.وهو من أصحاب الخليفة الخامسة الحسن بن علي،وكان مؤذناً لمحمد بن علي بن أبي طالب.وهو من بني شاكر من همدان، قال عنهم علي بن أبي طالب يوم صفين: «لو تمت عدتهم ألفا لعبد الله حق عبادته».
وكان أحد الذين اجتمعوا في دار سليمان بن صرد عند كتابتهم للحسين بن علي للقدوم إلى الكوفة. وكذلك كان حاضراً اجتماع أهل الكوفة عند مسلم بن عقيل بعد وصوله إلى الكوفة لكنه لم يبايعه، وعندما سئله الحجاج البارقي لماذا لا تبايع؟ قال: «ما كنت لأحب أن أُقتل وكرهت أن أكذب». فلما قتل الحسين، وفد على محمد بن الحنفية في مكة. ولما دعا ابن الزبير لنفسه رفض محمد بن بشر البيعة، وكان ممن دعاء إلى إمامة محمد ابن الحنفية، وبايعه،وخرج إلى المختار الثقفي، وكان معه مطالبا بدم الحسين، ثم أعاده المختار إلى ابن الحنفية في مكة لحمايته.ولما قتل ابن الزبير على يد الحجاج الثقفي، بعثه ابن الحنفية إلى الحجاج الثقفي، فأمنه الحجاج، فقصد عبد الملك بن مروان مع ابن الحنفية في دمشق، وبايعاه.
ذكره ابن حبان وابن قطلوبغا في الثقات،وقال الذهبي: «محمد بن نشر الهمداني، صدوق»، وأخرج له البخاري. يحدث عن: علي بن أبي طالب،وزيد بن ثابت، والحسن بن علي، ومسروق بن الأجدع، وابن عباس، ومحمد بن الحنفية وهو من أصحابه، وعلي زين العابدين. وعنه يحدث: الحجاج بن علي البارقي، وليث بن أبي سليم، وخالد بن طهمان، وعبد الله بن عاصم الفائشي، وأبو الجارود زياد، ومجالد بن سعيد، وكثير بن إسماعيل، وعطية بن الحارث الهمداني، وعلي بن الحزور الغنوي، وطائفة. وزعم المزي أن أبو مخنف روى عنه، وهو خطأ فاحش،والصواب أن أبو مخنف يروي عنه بواسطة: الحجاج البارقي،وعبد الله بن عاصم،وفضيل بن خديج الكندي.